# Verschaffeltia splendida
Verschaffeltia splendida är en enhjärtbladig växtart som beskrevs av Hermann Wendland. Verschaffeltia splendida ingår i släktet Verschaffeltia och familjen Arecaceae. Inga underarter finns listade i Catalogue of Life.

## Bildgalleri

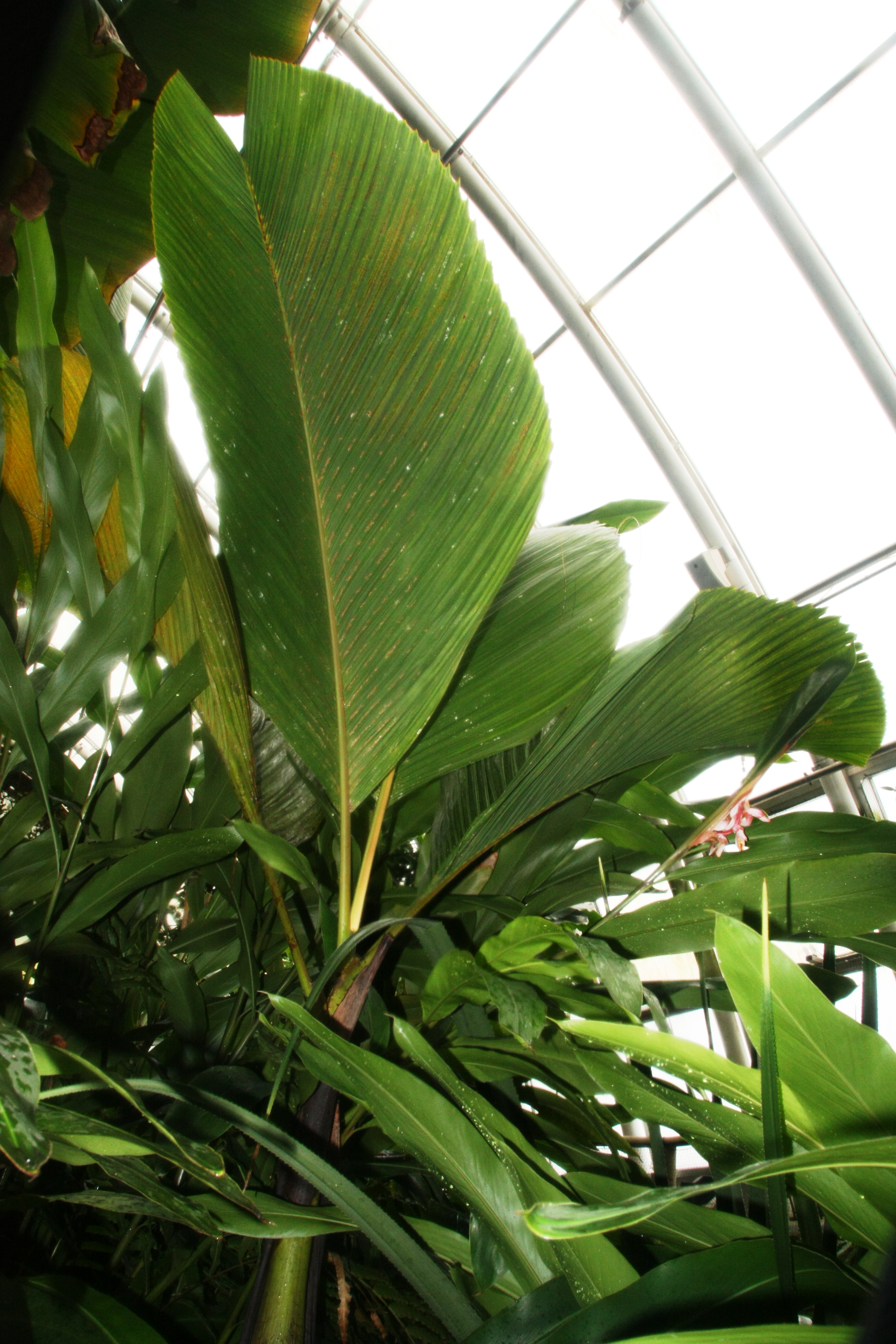
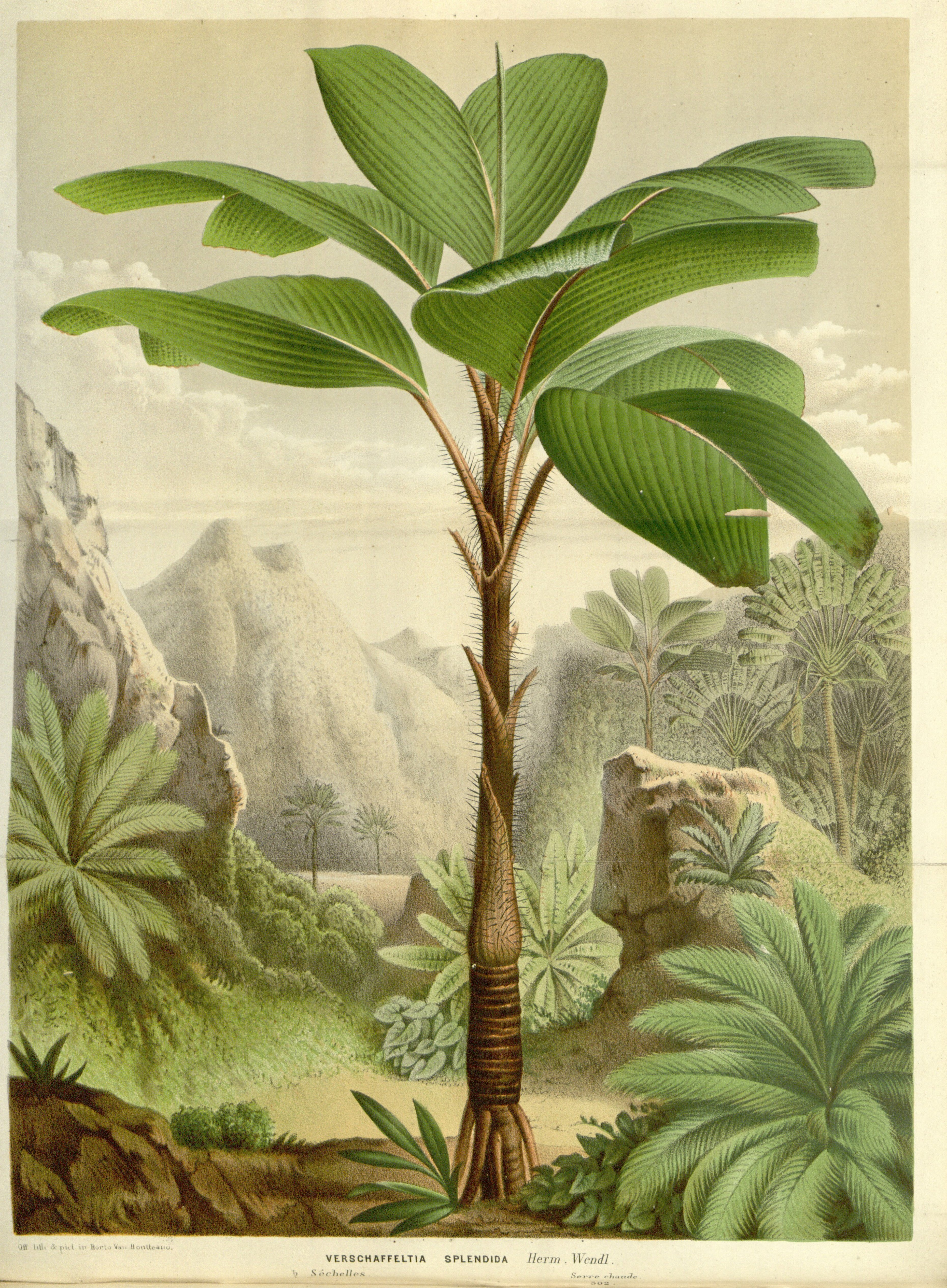